# Immortal (álbum de Lorna Shore)
Immortal es el tercer álbum de estudio de la banda estadounidense de deathcore Lorna Shore. Fue lanzado el 31 de enero de 2020 a través de Century Media Records y fue producido por Josh Schroeder. Este álbum es el primer lanzamiento de estudio de la banda con el sello. También es el primer álbum de estudio en el que no aparece su vocalista Tom Barber, quien dejó la banda para unirse a Chelsea Grin. Es el único álbum de estudio de la banda en el que aparece el vocalista CJ McCreery (originalmente de Signs of the Swarm, con sede en Pensilvania), quien se unió a la banda en 2018 y fue despedido en diciembre de 2019, un mes antes del lanzamiento del álbum.

## Antecedentes y promoción
El veterano vocalista Tom Barber confirmó que dejó Lorna Shore en abril de 2018 para unirse a Chelsea Grin como vocalista, reemplazando a Alex Koehler, quien se marchó a principios de año. Lorna Shore emitió un comunicado, asegurando a sus fans que continuarían sin Barber. CJ McCreery, de la banda de deathcore Signs of the Swarm, con sede en Pittsburgh, fue anunciado posteriormente como su reemplazo, tras rumores de un tiempo. Tras la incorporación de McCreery a Lorna Shore, la banda lanzó dos sencillos, titulados "This Is Hell" y "Darkest Spawn". La banda participó en la gira Summer Slaughter Tour, teloneando a Cattle Decapitation, Carnifex, The Faceless y varios otros. A principios de octubre, Lorna Shore anunció su fichaje por Century Media Records junto con el lanzamiento del álbum. Ese otoño, la banda fue telonera de Fit for an Autopsy y Rivers of Nihil.
El 23 de diciembre de 2019, la banda despidió abruptamente a McCreery tras una serie de acusaciones, al estilo del efecto Weinstein, relacionadas con presuntos abusos sexuales en su nombre. Las acusaciones comenzaron cuando una expareja de McCreery empezó a publicar historias y capturas de pantalla de mensajes de texto que detallaban comportamientos abusivos que supuestamente ocurrieron durante una relación de cuatro años. Posteriormente, otras personas también comenzaron a acusar a McCreery de conductas inapropiadas similares. Una semana y media después, la banda anunció la cancelación de una gira por Asia y que el álbum (que se estaba desarrollando con McCreery como vocalista) se retrasaría. Sin embargo, estas acusaciones se retractaron posteriormente, ya que tiempo después se reveló que el álbum se lanzaría el 31 de enero, la fecha prevista originalmente.

## Recepción
El álbum recibió críticas generalmente positivas. Dom Lawson, de Blabbermouth.net, le dio un 8,5 sobre 10 y comentó: «Con una orquestación densa y una variedad de texturas electrónicas retorcidas que aportan capas adicionales de intriga y carisma, Immortal es grandilocuente y ambicioso como nunca antes lo había sido el deathcore. No es que Lorna Shore sea la primera banda en incorporar hábilmente otros elementos a la fórmula, por supuesto, pero han logrado que suene mucho más emocionante que nadie en la historia reciente. Hasta que contraten a un nuevo cantante y vuelvan a la carretera, este álbum monstruoso debería poner el nombre de la banda en los titulares, y esta vez por razones mucho más agradables». Sam Dignon de Distorted Sound, le dio al álbum una puntuación de 7 sobre 10 y comentó: «A pesar de que Lorna Shore se encontraba en una situación un tanto complicada antes del lanzamiento de Immortal, debido a las supuestas acciones de su ahora exvocalista, parece que seguir adelante con este álbum fue la decisión correcta para la banda. Los fans del deathcore encontrarán mucho que apreciar aquí, y con un nuevo vocalista en camino, la banda sin duda podrá aprovechar al máximo esta etapa de su carrera».
New Transcendence elogió el álbum diciendo: "Lo que Lorna Shore ha hecho es más que el 'siguiente paso' en su impresionante discografía; es decir, no sé si alguien esté listo para lo que les espera en su primera incursión en el desolador, abrasador y brutal viaje que es Immortal. Con una duración de casi una hora, el esperado y anticipado álbum de larga duración de Lorna Shore de 2020 es un testimonio inmolante de todo lo que un disco de deathcore debería ser. Inquietante, pesado, sombrío y tan sangriento como una doble sesión de Grindhouse, Immortal es una experiencia implacable que se ha ganado con justicia su nombre, y con ello cada gramo de hype que ha acumulado. Además, Immortal seguirá vivo, como parece que hará por el deathcore de esta década lo que bandas como Oceano, Whitechapel y Glass Casket hicieron en décadas anteriores".

## Lista de canciones
Todas las canciones escritas y compuestas por Lorna Shore. 
| N.º | Título               | Duración |  |
| 1.  | «Immortal»           | 6:52     |  |
| 2.  | «Death Portrait»     | 5:08     |  |
| 3.  | «This Is Hell»       | 5:22     |  |
| 4.  | «Hollow Sentence»    | 3:50     |  |
| 5.  | «Warpath of Disease» | 4:02     |  |
| 6.  | «Misery System»      | 3:53     |  |
| 7.  | «Obsession»          | 3:42     |  |
| 8.  | «King ov Deception»  | 3:53     |  |
| 9.  | «Darkest Spawn»      | 4:33     |  |
| 10. | «Relentless Torment» | 4:23     |  |

## Posicionamiento en lista
| Lista (2020)                     | Posición |
| -------------------------------- | -------- |
| Australian Digital Albums (ARIA) | 40       |
| Alemania (Offizielle Top 100)    | 90       |

## Personal
Lorna Shore
- CJ McCreery – voz
- Adam De Micco – guitarra principal y bajo
- Austin Archey – batería